# Bucătărie
Bucătăria reprezintă arta și tehnica preparării alimentelor destinate consumului uman. Bucătăria poate cuprinde toate noțiunile practice referitoare la ingrediente, prepararea lor, instrumentele folosite, modurile de gătit și diferențele între acestea.
Bucătăria este de asemenea o încăpere importantă a unui cămin, în care este preparată mâncarea și care este echipată cu alimente, farfurii și tacâmuri. De obicei dispune de apă curentă și diverse aparate electrocasnice (aragaz, tigăi, frigider, mixer...). Într-o garsonieră, bucătăria este înlocuită de o chicinetă în vederea câștigării spațiului.

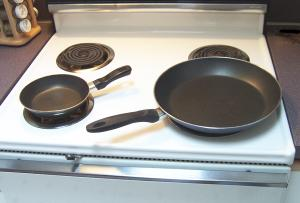
Aragazul este sursa preferată de căldură dintr-o bucătărie. Fiecare dintre cele patru ochiuri pot servi la fierberea sau prăjirea alimentelor. Ustensilele cele mai frecvent folosite pentru prepararea alimentelor pe aragaz sunt oalele, tigăile și ibricele. În plus, aragazul conține și un cuptor, întrebuințat pentru încălzirea sau coacerea alimentelor.

## Prepararea alimentelor

### Istoric al artei culinare
Istoria alimentației ne arată modul în care evoluția tehnicilor de obținere și producere a hranei a influențat întreg parcursul civilizației. Formele de structurare socială a indivizilor au luat naștere pornind de la necesitățile lor de organizare în vederea obținerii hranei; politica și războiul au apărut în procesul de căutare, gestionare și repartizare a resurselor alimentare. Pe parcursul istoriei sale, omenirea a cunoscut doar câteva modalități esențiale de obținere a hranei. Prima etapă a fost reprezentată de vânătoare și de cules, și este caracteristică paleoliticului. A doua etapă s-a dezvoltat în neolitic și a presupus în principal agricultura, cultivarea plantelor și creșterea animalelor. În principiu ea mai durează și astăzi, dar o dată cu apariția industriei, în ultimele două sute de ani, agricultura tradițională a fost înlocuită tot mai mult cu industriile și tehnologiile alimentare moderne, care furnizează la ora actuală cea mai mare parte a hranei, pe plan mondial. De multe ori, oamenii de astăzi, tot mai grăbiți și mai ocupați, nu mai participă nici măcar la prepararea mâncării, pentru că se hrănesc tot mai mult pe stradă (streetfood), în localuri fast-food sau, în cel mai bun caz, în alte tipuri de localuri, restaurante ori cantine. Din asemenea motive, la ora actuală producerea hranei nu mai este o condiție a supraviețuirii, așa cum a fost în aproape toată istoria omenirii de până acum. Mai există, desigur, și excepții, oameni care își produc încă singuri hrana. Ei locuiesc, în general, în zone subdezvoltate ale lumii, dar și în multe sate din România, unde mai există ferme de subzistență.

#### Preistorie
Înainte de apariția omului modern, strămoșii săi, asemenea numeroaselor animale, s-au folosit de niște funcții rudimentare în prepararea mâncării : 
- curățarea în apa râurilor,
- prelevarea unei părți consumabile dintr-un cadavru sau fruct,
- deschiderea scoarței,
- zdrobirea cu mâna, cu ajutorul cuțitului (și nu numai cu dinții).

Descoperirea focului este o mare etapă în inventarea bucătăriei propriu-zise. 

O ipoteză ar fi că bucătăria a apărut în urma unui ritual : devorarea colectivă a obiectului sacrificat, după îmbălsămarea parțială (asociată cu îmbălsămarea funerară). Această ipoteză evidențiază ritualul puternic și dimensiunea colectivă a practicilor culinare, lucru pe care o descoperire accidentală nu-l face.
Adăugarea produselor ce vor avea să schimbe substanțial gustul și conservarea alimentelor, chiar și într-o cantitate mică este o etapă importantă în evoluția alimentară și istoria bucătăriei.
Sarea, în special, va juca un rol primordial în conservarea alimentelor, produs care va fi folosit în acest scop până la apariția frigiderului, la începutul secolului XIX.

#### Antichitate
Inventarea și dezvoltarea agriculturii schimbă aptitudinile alimentare ale omului.
Vechii egipteni au lăsat în urma lor multe mărturii ale modului lor de alimentație. Alimentele de bază erau pâinea și berea, realizate din orz și amidon. Se găseau sute de sorturi de pâine în mai multe forme și cu compoziție diversă. Regimul alimentar egiptean era completat de pește, carne (de obicei de oaie, porc și de pasăre), fructe (curmale, smochine, rodii, pepeni și struguri) și de legume (usturoi, varză, castravete, alune, lăptuci, ceapă, praz și ridichi). În sfârșit, mierea, produsă în stupurile de pământ, intra în numeroase deserturi și alte meniuri.
În Grecia, alimentația și bucătăria ne sunt cunoscute prin mai multe texte : Peștii de Dorion, Arta bucătarului de Chrysippe de Tyane și Prăjituri de Iatroclés și de Mendés.
Venind in contact cu popoarele asiatice, grecii au căpătat gustul luxului și interesul pentru o alimentație savantă și rafinată. Îmbogățiți prin navigație, comerț și cuceriri, grecii împrumută de la orientali numeroase obiceiuri și rețete. În vremea lui Pericle și Alexandru Macedon, bucătăria se afirmă la nivel de artă. Atena devine celebră pentru abundența ospețelor, în contrast cu Sparta, vestită pentru supa sa soldățească și greu comestibilă. Atenienii avuți erau aprovizionați din toate colțurile Mediteranei cu păsări, pește, animale domestice, vânat, stridii, legume, fructe (mere, migdale, curmale, gutui, smochine, măsline). Poporul consumă mult pește sărat sau afumat și sardele cu arpagic. În patiserie și bucătărie se utilizează ca ingrediente făină de orz, miere, lapte, undelemn, carne de iepure și de păsărele servite cu salată grecească.
La Roma, odată cu cucerirea Greciei, cetățenii au împrumutat de la greci nu numai mitologia ci și gastronomia care începe să se rafineze. La târgurile de sclavi, un bucătar era cotat mai sus decât un pedagog. În timpul ospețelor costisitoare, între feluri excentrice, aveau loc lupte de gladiatori. Pentru asezonarea produselor culinare se folosea, drept principal condiment, un sos denumit garum, sau liquamen (adică zeamă, suc sau sos, în latină). Garumul era cunoscut, încă din perioada etruscă și în Grecia antică, din secolul al VI-lea î.Hr. și era pregătit din pește macerat. Originile sunt, se pare, babiloniene. Savoarea garumului se pare că ar fi apropiată de cea a nuoc-mâm-ului vietnamez.
În vremurile regale, alimentația era brută, consistând din legume preparate fără rețetă sau dintr-o fiertură de grâu (numită puls - strămoașa mămăligii de astăzi).

În perioada sa cea mai fastă, civilizația romană a dezvoltat o serie de rețete și arta sa culinară a fost purtată la apogeu. Utilizarea meniurilor îmbogățite cu miere, aripi, fripturi, vin, numeroase legume, fructe, carne și mirodenii, venite din întreg Imperiul a contribuit la extinderea gamei de mâncăruri. S-a recurs chiar și la trimiterea curierilor în Apenini pentru a căuta zăpadă în vederea gătirii unor deserturi reci pentru Împărat. Această idee a luxului culinar se va regăsi la curtea lui Ludovic al XIV-lea, care cerea preparate înghețate... ne putem imagina viteza curierilor care reveneau din Alpi la Versailles. Totuși, poporul folosea in alimentație o fiertură de graunțe sfărâmate, naut, varză, și mai putină carne, cerealele și grâul fiind alimente de bază atât pentru romanii de rând cât și pentru armată.
Bucătăria romană este cunoscută prin textele lui Apicius (Ars Magirica, Apicius Culinaris și mai ales De Re Coquinarie), prin câteva rețete ale lui Pliniu cel Bătrân citate de Cato cel Bătrân, în a lui Histoire naturelle, sau prin alți scriitori ca Varron și Columelle.

Câteva nume de familie romane au rămas în numele anumitor mâncăruri : Lactucinus de la lapte sau Lentulus de la linte.

#### Evul Mediu
Rețetele de gătit medievale ne sunt cunoscute nouă datorită scrierilor le Mesnagier de Paris și le Viandier de Taillevent.
Odată cu cruciadele, Occidentul cunoaște o primă revoluție alimentară prin introducerea fructelor și legumelor orientale: hașma, caisele.
La sfârșitul evului mediu, occidentul era din plin aprovizionat cu carne, cu pește oceanic sau de apa dulce. Era vremea în care carnea de balenă se consuma curent in Franța, dar necesita, ce e drept o fierbere indelungată. Regii si principii aveau in castelele lor bucătării gigantice mobilate abundent si cu un personal de specialitate numeros. In renumita carte despre Pantagruel, scriitorul Rabelais enumera 385 feluri de mâncare si citează 78 feluri de dulceuri. Legumele erau disprețuite, fiind folosite doar in ciorbele de post. În timpul domniei regelui Ludovic al XIV-lea bucătăria devine mai metodică si mai simplă. Începe servirea bucatelor într-o ordine logică si igienică: supe, antreuri, fripturi, salate, dulciuri, deserturi. Se generalizează folosirea furculiței, lingurii si șervetului, dar și schimbarea tacâmurilor si farfuriilor după fiecare fel. Sub Burboni bucătăria regală franceză devine celebră in toată Europa. Sub Ludovic al XV-lea se îndepărtează felurile indigeste, sosurile violente, amestecurile nearmonice. Epoca gurmanzilor va reveni sub Napoleon care va reintroduce obișnuința dineurilor și a serbărilor bine aprovizionate.
Bucătăria italiană se dezvoltă la curțile caselor de Medici, de Este și papei Leon al X-lea. Deși italienii aveau o bucătărie mai simplă și mai sobră, totuși la ospețele date de Caterina de Medici sunt prezente lebedele si turturelele, frigăruile de cocos, anghinarea, dar lipsește carnea de măcelărie, iar legumele ocupă un loc minor.
Evul Mediu, la fel ca Roma, nu a cunoscut zahărul ci se utiliza mierea.

#### Epoca modernă
Epoca Modernă este marcată printr-o a doua revoluție alimentară, introducerea în Europa a alimentelor de pe continentul american : curcanul, porumbul ciocolată, roșia, ardeiul și cartoful. Episodul introducerii cartofului în regimul alimentar de către Antoine Parmentier în 1788 a dat dovadă de o mai bună știință a mâncării.

#### Epoca contemporană
În zilele noastre, asistăm la tot felul de încercări de amestecare a tuturor bucătăriilor lumii. Nu doar mâncăm din restaurante cu specialități culinare străine și mai mult sau mai puțin exotice, dar am ajuns să imităm respectivele sortimente de mâncare și acasă. Mondializarea comerțului alimentelor este responsabilul principal în această privință. Niciodată nu a fost mai ușor accesul la asemenea varietate de mâncăruri.
Epoca se caracterizează de asemenea printr-o tendință de a reduce din ce în ce mai mult timpul necesar preparării alimentelor, fenomen care se explică în parte prin cerințele vieții profesionale, în parte prin societatea timpului liber și chiar și prin piața preparatelor gătite industrial. Fenomenul recent al lanțurilor de restaurante fast-food are de profitat cel mai mult din extinderea acestei evoluții în întreaga lume în câțiva ani.

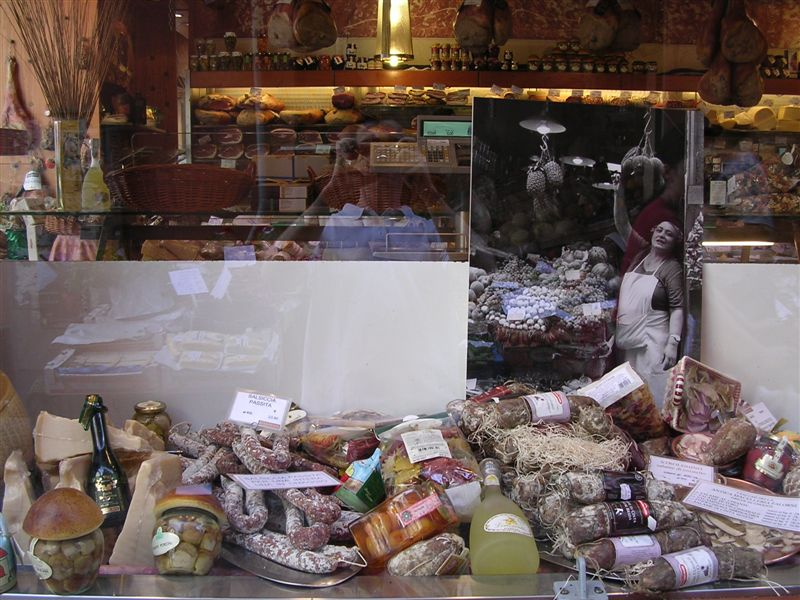
Un magazin alimentar în Bologna

### A mânca pentru a trăi, a trăi pentru a mânca

#### Necesarurile alimentare
Vezi și : nutriție - digestie - sănătate - regim alimentar - dietetic
A se alimenta înseamnă a satisface nevoile organismului în materie de apă, proteine, glucide, lipide și vitamine, cu scopul de a asigura creșterea și întreținerea corpului, ca în cazul sarcinii, alăptării sau după o maladie de exemplu. Ființele omenești au într-adevăr necesități nutriționale diferite în funcție de sex, vârstă și gradul lor de activitate.
Proteinele, lipidele și glucidele constituie o sursă de energie și o sursă de molecule necesare corpului uman. Alimentele furnizează diferite elemente, dar într-un fel neadecvate necesitățiilor umane.

De exemplu un bărbat adult la o activitate medie va avea nevoie de 0,8 grame proteine pe kilogram, pe zi ; consumul de carne îl va ajuta să ajungă la această cantitate foarte ușor ; din contră, consumul exclusiv de salată nu-i va da nici o șansă. Totuși omul va avea nevoie pe durata zilei de niște fibre pentru digestie și tranzit intestinal, fibre care îi vor fi oferite de salată și nicidecum de carne.

Un alt element important care ar trebui să facă parte din alimentația zilnica sunt enzimele, elemente esențiale pentru digestie. Ele nu pot fi obținute decât din alimente proaspete, cum ar fi fructele.
Nou-născuții și copii au nevoie de vitamina D, care ar trebui să le fie oferită la modul ideal prin alimentare, dar va fi luată în formă de complemente alimentare din cauza disponibilității sale reduse în zilele noastre. În Europa, vitamina D era primită până de curând prin uleiul cărnii de ficat.

În aceeași idee, femeile au nevoie de cu 77% mai mult fier decât bărbații la vârsta pubertății (din cauza pierderilor datorate creșterii), la fel cum au nevoie de calciu la menopauză (pentru a evita osteoporoza, consecință a modificărilor hormonale).
Oricum, alimentele vor conține cantități variate de vitamina D, fier și calciu. Rezultă că doar o alimentație echilibrată, asociind alimente cu tipuri nutriționale diferite, poate asigura aportul elementelor indispensabile.
Într-un mod similar, rația hidrică variază în funcție de vârstă și activitate, la fel ca aportul energetic (aproximativ 100-120 ml/100 kcal). Un sfert din aprovizionarea cu apă extracelulară este înnoită în corpul copiilor (față de doar o septime în corpul unui adult).
Mâncarea preparată oferă conținut variabil al elementelor nutriționale, pentru a ține cont de dorințele unui anumit individ. De exemplu, un om bătrân va consuma cu plăcere o supă, care limitează problemele cu mestecarea apărute odată cu vârsta, la fel ca și o cantitate redusă de apă, datorită pierderii progresive a senzației de sete la persoane vârstnice.
Regimurile nutriționale specifice pot fi propuse în funcție de necesități : de exemplu regimurile hipocalorice, regimurile de tip Weight Watcher pentru persoanele supraponderale, o bucătărie redusă în aporturi lipidice pentru persoanele cu antecedent cardiac, sau reducerea glucidelor rapide pentru diabetici, îmbogățirea proteinelor pentru pacienții culcați, sporirea anumitor complemente alimentare pentru vegetarieni.
În final, bucătăria visează să transforme și să asocieze alimente variate, cu scopul de a garanta sănătatea consumatorului.

#### Igienă și sistemul calității alimentatelor
Vezi și : sistemul calității alimentatelor, igienă, dezinfecție
Securitatea alimentară are două înțelesuri : este odată cercetarea acoperirii cantitative și calitative a necesarului elementar din alimente și apă (pentru țările în care domnește lipsa acestora și malnutriția) și odată (în special în țările dezvoltate) securitatea sanitară a produselor destinate alimentării umane.
Conservarea și prepararea alimentelor cere respectarea principiilor igienei pentru a da o calitate bună acestora, sau pur și simplu curățenia la consumare.

Consumatorul care cumpără alimentele, sau le consumă gata preparate într-un restaurant, trebuie să fie asigurat de calitatea acestora. Totuși, la sfârșitul secolului XX, în Europa în special, numeroase crize alimentare au alarmat consumatorii și au determinat autoritățile să pună bazele unor noi organe de inspecție a siguranței alimentelor. În România, OPC (Oficiul de Protecție a Consumatorului) se ocupă de separarea între evaluarea riscului alimentar și gestionarea acestui risc. Pe plan internațional, Organizația Națiunilor Unite pentru Alimentație și Agricultură (FAO), Organizația Mondială a Sănătății (OMS) și Oficiul Internațional de Epizootie (OIE) au un rol important în gestionarea securității alimentare. Politicile practicate de fiecare țară se încadrează în diferite norme naționale, europene și internaționale.
Diferite crize sunt legate de normele de igină deficiente, sau de o luptă insuficientă contra bolii vacii nebune (encefalopatie spongiformă bovină, ESB) sau de controalele veterinare rare. Lipsa camerelor frigorifice dintr-un abator sau o măcelărie industrială pot spori riscul de contaminare cu Salmonella. Analizele microbiologice ale alimentelor sunt des limitate. Cerealele, fructele și legumele conțin reziduuri de pesticide. Cazuri de botulism, sau de contaminare cu dioxină sunt au apărut câteodată. O criză alimentară poate cauza unui individ ce consumă mult pui o diaree, poate să ducă la spitalizarea și tratamentul cu antibiotice tuturor vizitatorului unui magazin cu autoservire infestat cu salmonela, sau chiar să producă moartea anumitor persoane. Controlul calității alimentelor, capacitatea de a identifica un aliment contaminat, de a găsi agentul responsabil pentru a putea informa despre stocurile de mâncare periculoase, toate acestea sunt esențiale în garantarea securității alimentare.
Bucătarul nu trebuie să fie atent numai la ceea ce cumpără, ci trebuie să se supună și anumitor reguli, cum ar fi folosirea alimentelor proaspete cât de repede posibil, spălarea pe mâini înainte de pregătirea meniurilor sau utilizarea unor platouri diferite pentru legumele crude și carnea prăjită.

Pentru prepararea alimentelor pentru nou-născuți și femei însărcinate, trebuie adoptate norme drastice, cum ar fi folosirea apei minerale sau măcar fierberea apei în biberoane, clătirea legumelor cu oțet pentru femeile însărcinate...

#### Plăcerea și gătitul
În același timp, consumarea alimentelor, la fel ca prepararea lor, dă o senzație de plăcere, care provoacă bunăstare. În unele țări, ca și România, bucătăria este ridicată la rang de artă culinară. Unii prepară cu multe plăcere mâncărurile singuri, sau împreună cu cei dragi, în special de sărbători, cum sunt Crăciunul si Paștele la creștini, sau Ziua Recunoștinței în Statele Unite. Sărbătorile au devenit prilej de reunire a familiei, de întâlnire cu cei dragi, prilej de cunoaștere sau petrecere a timpului împreună. De asemenea invitația la masă a devenit un act social, de întrunire, care relevă educația grupului, posibilitățile materiale, interesele sale și oferă prilej pentru etalarea obiceiurilor spiritual-culturale ale grupului. De multe ori invitația la masă premerge o viitoare întâlnire de afaceri.

#### Alimentație publică
Vezi și : gastronomie, bucătari celebri
În secolul XX, servirea mesei altundeva decât în familie s-a dezvoltat. Masa se ia în cantine, fast-food-uri, sau în restaurante.
- Cantinele oferă mâncăruri de obicei ieftine, într-un cadru colectiv (de exemplu la școală). Acestea se pot prezenta ca autoserviri.
- Fast-food-urile propun mâncăruri care pot fi gătite și servite rapid în scopul economisirii timpului.
- Resturantele economice

Aceste restaurante se adresează acelora care muncesc și care au acel puțin timp și bani ca să îi cheltuiască pe un prânz. Pe lângă numeroasele cantine (ca cele studențești și cele pentru personalul întreprinderilor), această categorie include și micile restaurante pentru șoferi sau restaurantele ce propun meniul zilei.
- Restaurantele de specialitate

Creșterea pretențiilor și întărirea regionalizării a dus la apariția restaurantelor zise de specialitate : plăcintăriile, pizzeriile, restaurantele piscicole, restaurantele vegetariene, dar și restaurantele cu origini diverse: românești, ardelenești, mexicane, indiene, grecești, libaneze, chineze, etc. 

Într-un oraș mare, precum București, Timișoara sau Cluj-Napoca toate comunitățile străine sunt reprezentate de propriul lor restaurant specific. Aceste restaurante furnizează un punct de reper pentru comunitățile străine, dar și o vitrină de etalare a originilor lor.
- Restaurante de lux

Adeseori mai ingenioase și mai scumpe, aceste restaurante se adresează clientelei care are și timpul și bani necesari servirii mesei aici. Mâncărurile (dintre cele mai variate) sunt aduse pe farfurii de lux, cu un serviciu foarte rafinat.
Aceste restaurante sunt notate cu ajutorul stelelor, margaretelor etc. în ghiduri.

### Artă și tehnici culinare
Vezi și : Unități de măsură pentru bucătărie, Tehnici culinare, gătit
Persoana care se ocupă de gătit se numește bucătar. Acest termen desemnează atât persoana care prepară mâncarea acasă, cât și o profesie. Există și câteva denominări specifice domeniului de activitate
- Patiserul gătește o serie de aluaturi făcute din făină, unt și ouă.
- Brutarul fabrică pâinea și produsele din pâine.
- Cofetarul fabrică prăjiturile și produsele de cofetărie, fursecuri, bomboane, fructe confiate, înghețate.
- În majoritatea restaurantelor există o ierarhie a bucătarilor, care este câteodată foarte precisă.
- Marile restaurante au de obicei un pivnicer și un maestru de sosuri.

## Bucătăria, loc al vieții și al activității

### De la focul de tabără la bucătăria adevărată
Bucătăria nu este dintotdeauna un spațiu anume în habitatul uman. Totuși, odată cu apariția focului, se observă crearea în jurul acestuia a unui loc colectiv destinat savurării alimentelor gătite. Odată cu creșterea complexității gătitului, apare necesitatea creării unui spațiu distinct pentru gătit. Acest spațiu avea să stea la dispoziția tuturor membrilor unei societăți tribale, din cauza tradiției împărțirii recoltei, vânatului, care domnea în majoritatea acestor societăți.
Cum grupul uman s-a împărțit în celule din ce în ce mai mici (în final în celule familiale), bucătăria a început să se individualizeze și să apară în fiecare locuință. În unele cazuri însă, chiar dacă s-a dezvoltat o societate individualistă (omul dispune de o anumită intimitate proprie), gătitul alimentelor a rămas o treabă comunitară. Un astfel de exemplu ar fi civilizația romană, ce dispunea de un serviciu veritabil de alimentație publică la cerere (restaurante) în marile orașe.

### Echipamentul unei bucătării
În bucătărie este nevoie neapărată de câteva lucruri :
- o sursă de apă ;
- o sursă de căldură pentru gătit ;
- ustensile de gătit ;

sursă de energie electrică
- utilaje: plită, aragaz, frigider, congelator, mixere, oale sub presiune, obiecte de inventar diverse etc.

## Filmografie
- Marele restaurant de Jacques Besnard (1966)
- Marea crăpelniță de Marco Ferreri (1973)
- Aripioară sau picior? de Claude Zidi  (1976)
- Jaf la restaurant de Richard Shepard (1991)